# Wangari Maathai
Wangari Maathai (* 1. april 1940 – † 25. september 2011) je bila kenijska aktivistka, ki je dobila Nobelovo nagrado za mir leta 2004. Prispevala je k trajnostnemu razvoju, demokraciji in miru.

## Življenjepis in šolanje
Rojena je bila v Nyeri Distriktu v Keniji, ki je bila takrat pod britansko upravo. Je pripadnica naroda Kikuyu, ki je tudi najštevilčnejša etična skupina v Keniji. Osnovno in srednjo šolo je končala v Keniji. V tem času je prestopila v katoliško vero. Ko je končala srednjo šolo, se je odločila za študij v ZDA na Mount St Scholastica akademiji (Mount St Scholastica College, zdaj benediktinski College). Študij so ji omogočili kenijski politiki in John F. Kennedy ( takratni ameriški senator); 1960. leta je 300 kenijskih študentov odšlo študirat v ZDA.
Na College St. Scholastica je diplomirala iz biologije in izbirnih predmetov: kemije in nemškega jezika. 1964-1966 je obiskovala dodiplomski študij na Univerzi Pitsburg (University of Pittsburgh). 1966 leta je postala magistra bioloških znanosti. Dobila je službo asistenta na Univerzi Nairobi (University College of Nairobi). Tukaj se ni zaposlila, saj je službo dobila druga oseba. Wangari je prepričana, da se je to zgodilo zaradi spola in plemenske diskriminacije. Po dveh mesecih iskanja zaposlitve ji je profesor Reinhold Hofmann z nemške Univerze Hofmann ponudil delo v mikroanatomskem oddelku novo osnovanega Oddelka veterinarske anatomije v Šoli veterinarske medicine Univerze Nairobi.
Leta 1971 je postala prva ženska iz Vzhodne Afrike z nazivom doktorja znanosti (postala je doktor anatomskih znanosti). Nadaljevala je s predavanji na Univerzi in 1974. leta postala starejši predavatelj, nato pa leta 1976 vodje katedre za anatomijo. Leta 1977 je postala profesor. Postala je prva ženska na takem položaju v Nairobiju.

## Aktivizem in politično življenje
Poleg dela na univerzi je bila vpletena v številne dejavnosti v nevladnih in drugih organizacijah. Med drugim je bila direktorica nairobijske podružnice Rdečega križa, članica Državnega sveta Ženske v Keniji in članica ekološkega "Centra za zvezo za okolje". Skozi njeno delo različnih organizacijah je začela razmišljati , da leži velik problema v Keniji v degradaciji okolja. Potem ko je bil njen mož leta 1974 izvoljen v parlament, z obljubami za ustvarjanje novih delovnih mest, je prišela na idejo, da bi zagotovila delovna mesta v okoljskem sektorju. Osnovala je Envirocare Ltd. kampanjo, ki se je ukvarjala s sajenjem dreves. V proces je vključevala navadne ljudi. Skozi delo je dobila možnost prisostvovanja Na Prvi konferenci Združenih narodov o človekovem okolju.
Leta 1977 je bila ustanovljena nevladna organizacija Green Belt Movement ( angl. gibanje zelenega pasu), katere cilj je bil razviti državo skozi varstvo okolja, razvoj skupnosti in krepitve zmogljivosti. Praktično gibanje je bil boj proti krčenju gozdov in eroziji zemlje, ki se pojavi zaradi prekomernega izkoriščanja lesa. Gozdovi se uničujejo in s tem prihaja do širjenja puščave in izgube gozdnih tal. Za vsak nasad so ženske dobile štipendijo. Od leta 1977 do sedaj je bilo posajenih preko 30 miljonov stebel.
Bila je na čelu Državnega sveta žensk v Keniji.
Večkrat je bila v zaporu, zaradi zahteve za več strankarske volitve in zaradi protesta proti politični korupciji. Preprečila je črno gradnjo v Uhuru Parku v Nairobiju.
1997 je kandidirala za predsednico Kenije. Njena kanditatura je bila zavrnjena. 
2002 leta je bila izvoljena v parlament. Postala je pomočnica ministra za okolje. Leta 2003 je ustanovila politično stranko.
Leta 2005 je bila izvoljena za prvo predsednico Sveta za gospodarstvo, družbo in kulturo v okviru Afriške unije. 
Bila je ena izmed osmih ljudi, ki so nosili zastavo na otvoritveni slovesnosti zimskih olimpijskih iger v Torinu leta 2006. 
Istega leta je prejela častni doktorat Univerze v Connecticutu v ZDA.

## Smrt
Wangari Maathai je 25. septembra 2011 umrla v nairobijski bolniščici zaradi posledic zapletov ob zdravljenju raka na jajčnikih.